# Conservatori de l'Ateneu Igualadí
El Conservatori de l'Ateneu Igualadí fou una escola de música i posteriorment conservatori que es fundà a Igualada l'any 1921, dins l'entitat mare de l'Ateneu Igualadí de la Classe Obrera.

## 1921-1931: Manuel Borgunyó i Pla
L'ensenyament de la música i la pràctica musical a l'Ateneu Igualadí és anterior a la fundació del Conservatori, i fins i tot anterior a la fundació de les Escoles d'ensenyament general que encara formen part de la mateixa entitat. Però no va ser, fins a l'any 1921 que el "conservatori" no va prendre entitat pròpia: el 7 de maig de 1921 la junta de l'Ateneu acordà instaurar una escola de música i buscar un professor apte. El president comunicà el 23 de juliol a la junta que, fent ús d'atribucions acordades, havia parlat amb "l'excel·lent mestre de música, Manuel Borgunyó, ben conegut en la pedagogia musical de la nostra terra" el qual estava disposat a prestar els seus serveis a l'Ateneu.
L'experiència professional de Borgunyó l'any 1921 ja era gran: havia dirigit i fundat importants cors i orfeons: Euterpe, Graus, Rubí... Destacava en el terreny de la pedagogia, la composició i la interpretació.
El repte de crear un conservatori popular dirigit a totes les classes socials, i el d'introduir l'educació musical a les escoles de l'entitat fou un camp adobat per experimentar i desenvolupar allò que més endavant seria el mètode pedagògic Eurítmic-Vocal-Tonal que formularia Borgunyó. En aquest sentit, com bé diu Alexandre Galí, integrant l'ensenyament musical, les escoles de l'Ateneu entraren a formar part de les escoles d'assaig, modernes i fins i tot revolucionàries on la música no era només una matèria de ple dret sinó un tret diferencial.
Així, el 24 de setembre de 1921, la comissió d'Instrucció va acordar fer públic per mitjà d'impresos que la inauguració del Conservatori de Música havia de ser el 3 d'octubre vinent. Les classes de música s'iniciaren al saló de descans fins que l'1 de juliol de 1922 es traslladaren definitivament al pavelló Garcia Fossas, ocupant el lloc del que havia estat la "Secció Montessori" de les escoles de l'Ateneu. Aquest pavelló va ser finançat pels germans Jaume i Artur Garcia Fossas, industrials i mecenes igualadins.
L'any 1931, Borgunyó deixà la direcció del conservatori, i enderrocada ja la dictadura del general Primo de Rivera, retornà de nou a Barcelona per tal d'emprendre, col·laborant amb la Generalitat de Catalunya, una activa campanya en pro de l'organització musical escolar.

## 1931-1960: Joan Just i Bertran
El 1931, fou nomenat director el mestre Joan Just i Bertran. Com Borgunyó, s'havia format a Montserrat i venia precedit d'un cert renom. Era amic i condeixeble de molts músics d'anomenada d'aquells temps: Dotras-Vila, Pérez Moya, Sorozóbal, entre d'altres i al cap de poc de la seva arribada a Igualada ja s'havia guanyat el respecte, l'estima i 1’admiració de tots els alumnes i músics d'Igualada. Després de la guerra, com a conseqüència dels esdeveniments ocorreguts al país a la segona meitat dels anys 30, i de l'entrada a Igualada de les tropes dites "nacionals" el gener de 1939, l'Ateneu fou confiscat i passà a ser el "Centro Nacional". El conservatori passà una època difícil, fins al punt que va perillar la continuïtat del centre. La nova entitat es desentengué del conservatori, que tirà endavant pagant un lloguer per fer ús de local. A més, els alumnes que es presentaven amb un aval de la Falange, acreditant-los com a membres del Frente de Juventudes" i de la "Sección Femenina", tenien dret a rebre les classes gratuïtament.
El mestre Just va morir fent classe al mateix Conservatori, el 25 d'abril de 1960.

## 1961-1963: Jordi Torra i Figueres
A començaments de 1961, de la direcció del centre se n'encarregà Jordi Torra i Figueres, qui fou nomenat per una junta directiva creada a ran de la mort del mestre Just. Aquest. ostentà el càrrec fins al 1963. En aquest període el Conservatori va passar a ser filial del Conservatori del Liceu de Barcelona.

## 1963-1983: Josep Maria Oriol i Murt
L'any 1963 fou nomenat director en Josep Maria Oriol i Murt.
El nombre d'alumnes anava en augment, i com és lògic també s'incrementà el nombre de professors, instruments, i altres assignatures que s'hi ensenyaven. L'edifici es feia petit i es va fer necessari ampliar el nombre d'aules. En aquest període de creixement, el conservatori passà a ser filial del Conservatori del Liceu, la qual cosa facilità que els exàmens de fi de curs es poguessin fer a Igualada.
El 1977, gràcies al treball dels socis a l'exili i a la voluntat política del moment, l'Ateneu va ser recuperat com a entitat. Pel que fa al conservatori, l'any 1981 es constituí l'Associació Promotora del Conservatori de l'Ateneu, que s'encarregà, des de les hores, de l'Escola de Música de l'Entitat.
A causa d'una malaltia, Josep Maria Oriol Murt deixà el Conservatori l'any 1983.

## 1984-1990: Josep Maria Oriol i Llanas
El 1984, per elecció entre els professors del centre, el substituí el seu fill Josep Maria Oriol i Llanas, que ocupà el càrrec fins al 1990.
L'any 1988, el Conservatori de l'Ateneu va passar a anomenar-se Conservatori Elemental Municipal de Música d'Igualada: Elemental, perquè la Generalitat de Catalunya reconeixia oficialment els ensenyaments que s'hi impartien, i Municipal perquè, segons les lleis vigents, per obtenir el reconeixement oficial els centres d'ensenyament musical havien de tenir el suport d'una entitat pública.
Creixia el nombre d'alumnes, i la necessitat d'un edifici més gran era inqüestionable, com també ho era el fet d'oferir un ventall d'ensenyament d'instruments que permetés la formació de grups, tant de cambra com orquestrals. Treballant en aquest sentit, es va començar a parlar de la fusió entre els dos centres d'ensenyaments musicals que hi havia a la ciutat: El Conservatori Elemental Municipal de Música d'Igualada (l'antic conservatori de l'Ateneu) i l'Escola de Música d'Igualada que va funcionar des de l'any 1984 fins a l'any 1994 impartint la metodologia del montserratí Ireneu Segarra.

## 1990-1994: Maria Teresa Roig Satorras
El 1990 fou elegida directora Maria Teresa Roig Satorras, que ocupà el càrrec fins que va tenir lloc la creació de l'Escola Municipal de Música d'Igualada en produir-se la fusió del Conservatori Elemental Municipal de Música d'Igualada amb l'Escola de Música d'Igualada.
Amb el trasllat cap a un nou edifici, situat al passeig Verdaguer 84-86, s'inicià una nova etapa, finalitzant així el lligam amb l'Ateneu Igualadí i també la història del seu conservatori.

## Alumnes destacats
En el si del conservatori han rebut formació reconeguts professionals de la música, alguns de tan destacats com Joan Just i Riba; organista que va esdevenir abat de Montserrat amb el nom de Dom Cassià Maria Just, Jordi Savall; viola de gamba, director i especialista en música antiga, David Padrós; pianista i compositor, Joan Paradell i Solé; Organista titular de la patriarcal Basílica de Santa Maria Major de Roma.